# Памятники С. М. Кирову в Казани
Памятники С. М. Кирову в Казани — серия скульптурных композиций, установленных в память русского революционера, советского государственного и партийного деятеля, убитого 1 декабря 1934 года. Гибель Сергея Мироновича Кирова (1886—1934) послужила поводом для начала массовых политических репрессий в СССР.
С. М. Киров (Костриков) был связан с Казанью в юношеский период своей жизни, когда обучался в Казанском низшем механико-техническом училище (1901—1904), входившем в состав Казанского соединённого промышленного училища. В 1901—1902 годах он жил в одном из домов на Нижне-Фёдоровской (ныне — Федосеевской) улице, а в 1902—1904 годах — на Рыбнорядской улице (современный адрес: улица Пушкина, 22).
Увековечение памяти С. М. Кирова в Казани началось в 1935 году, когда его имя было присвоено городскому району, улице, Казанскому химико-технологическому институту (бывшее Казанское соединённое промышленное училище, в котором учился юный Сергей Костриков), а также строившемуся Казанскому заводу синтетического каучука № 4 (СК-4).
В 1939 году в Казани был установлен первый памятник С. М. Кирову в виде статуи — на территории Кировского района, в Адмиралтейской слободе (не сохранился). Позже С. М. Кирову также установили ещё как минимум четыре памятника: две статуи и два бюста.  

## Памятник С. М. Кирову в Адмиралтейской слободе (1939)
55°47′57″ с. ш. 49°03′51″ в. д.

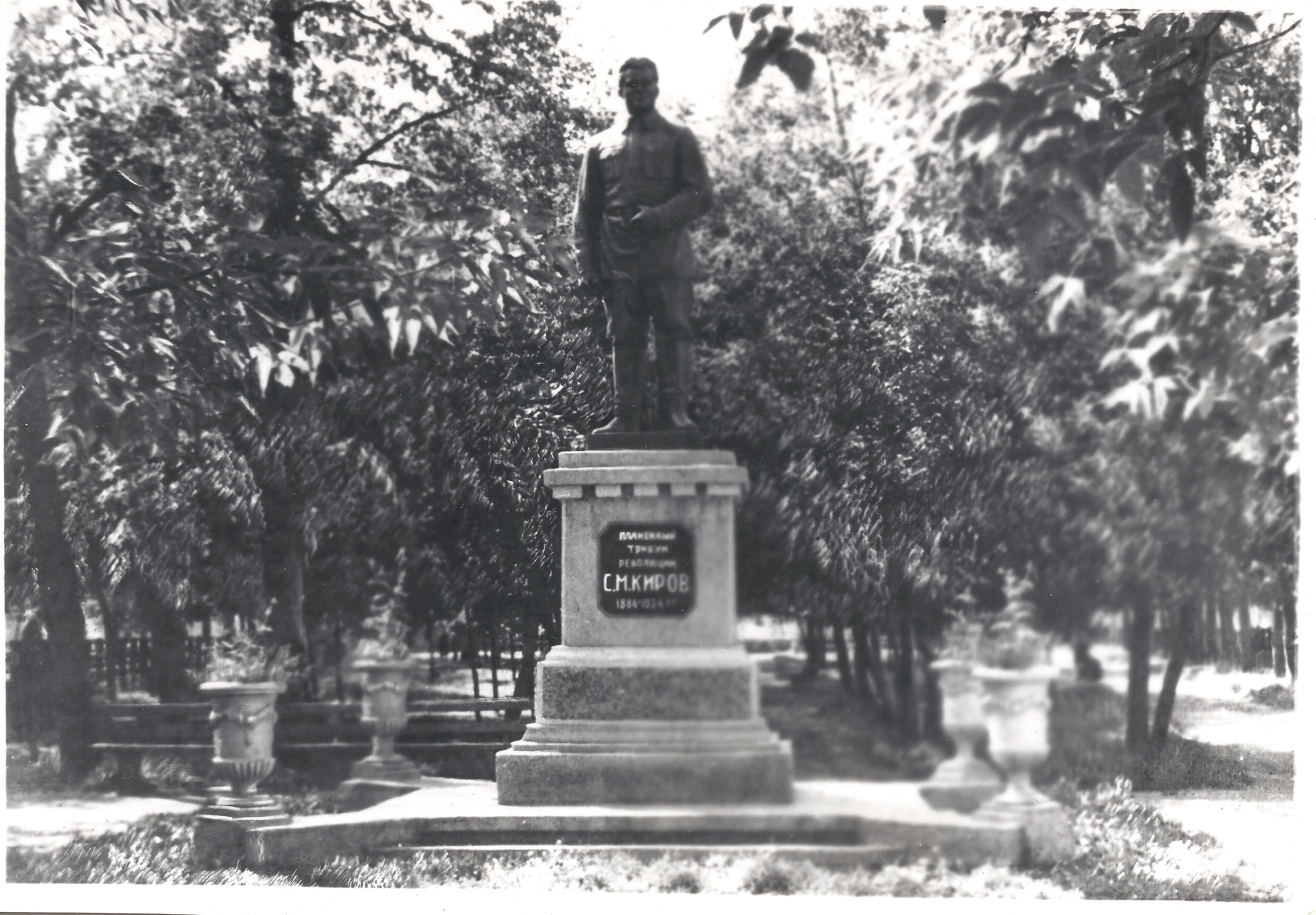
Памятник С.М. Кирову, стояший в Адмиралтейской слободе, 1952 год

Этот памятник был установлен на территории Кировского района, на улице Клары Цеткин в Адмиралтейской слободе, в центре парка, носящего ныне имя Николая Столярова. Он был открыт в декабре 1939 года. 

В газете «Красная Татария» от 10 декабря 1939 года помещена небольшая заметка об открытии в сквере на улице К. Цеткин памятника С. М. Кирову и фотография без указания автора скульптуры. Киров изображён с непокрытой головой, одетый в военную гимнастёрку, галифе и сапоги. Он стоит уверенно, широко расставив ноги, держа в руке бинокль. Фигура поставлена на невысоком, простой формы, четырёхгранном постаменте с мемориальной надписью: «Пламенный трибун революции С. М. Киров (1886—1934)».— Хисамова Д. Д.
Памятник С. М. Кирову в Адмиралтейской слободе не сохранился. Предполагается, что он исчез не ранее конца 1970-х годов, так как он упоминается как существующий в наборе буклетов, посвящённом улицам Кировского района и выпущенном к несостоявшемуся 800-летнему юбилею Казани (1977) (в данном издании появление этого памятника датировано 1936 годом). Позже на месте, где стоял памятник С. М. Кирову, был построен фонтан.   
Искусствовед Д. Д. Хисамова, анализируя известные скульптуры С. М. Кирова, предполагает, что автором данного казанского памятника мог быть скульптор Н. В. Томский. По её мнению, скульптура С. М. Кирова, стоявшая в Адмиралтейской слободе, могла быть промежуточным вариантом той скульптуры работы Н. В. Томского, которая была установлена как памятник в 1938 году в Ленинграде на Кировской площади.

## Памятник-бюст С. М. Кирову у сада «Эрмитаж» (1940-е)
55°47′29″ с. ш. 49°07′49″ в. д.

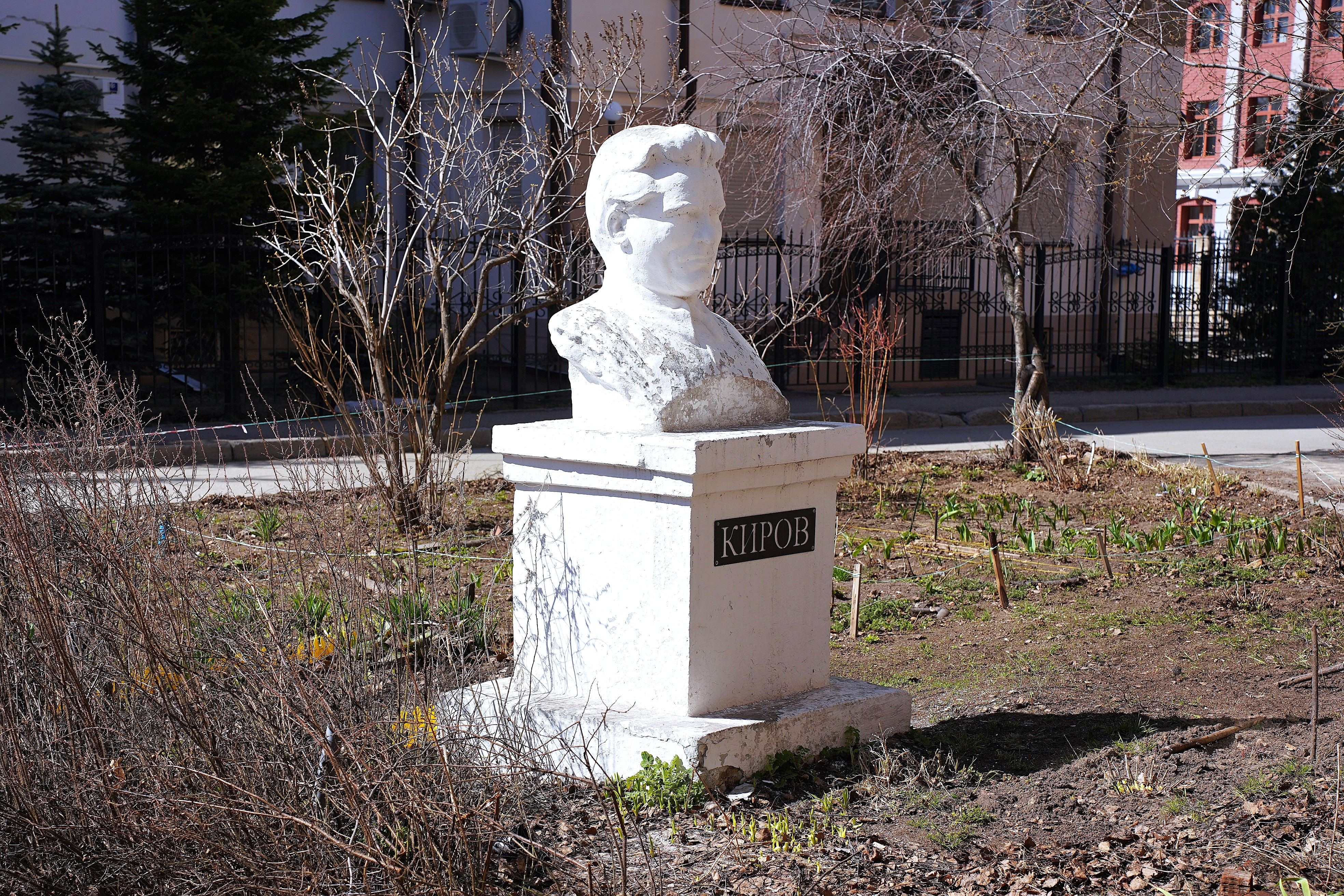
Памятник-бюст С. М. Кирову у сада «Эрмитаж», во дворе жилого дома: ул. Щапова, 10А

Этот памятник-бюст С. М. Кирову вместе с памятником-бюстом Ленину составляют парную композицию, установленную в Вахитовском районе Казани, около сада «Эрмитаж», во дворе жилого дома по адресу: ул. Щапова, 10А. 
Существует легенда, согласно которой оба бюста изначально стояли в саду «Эрмитаж», расположенном рядом с этим жилым домом, но в годы Великой Отечественной войны (1941—1945) их якобы свалили в овраг, после чего жители этого дома перенесли и установили их у себя во дворе. Однако эта легенда не согласуется с историко-архитектурным исследованием сада «Эрмитаж» в части датировки времени переноса бюстов Ленина и Кирова во двор вышеуказанного жилого дома; авторы данного исследования утверждают, что в период около 1950 года «бюсты Ленина и Кирова на деревянных постаментах» находились в этом саду, но «впоследствии были утеряны» («утеряны», вероятно, в результате переноса). 
Художественной ценности эти бюсты Кирова и Ленина не представляют, так как являются массовыми тиражированными копиями; их автор неизвестен. В постсоветский период «кто-то из органов власти решил их снести», но жители защитили эти памятники от демонтажа.       

## Памятник С. М. Кирову на улице Карла Маркса (1949)
55°47′40″ с. ш. 49°08′29″ в. д.

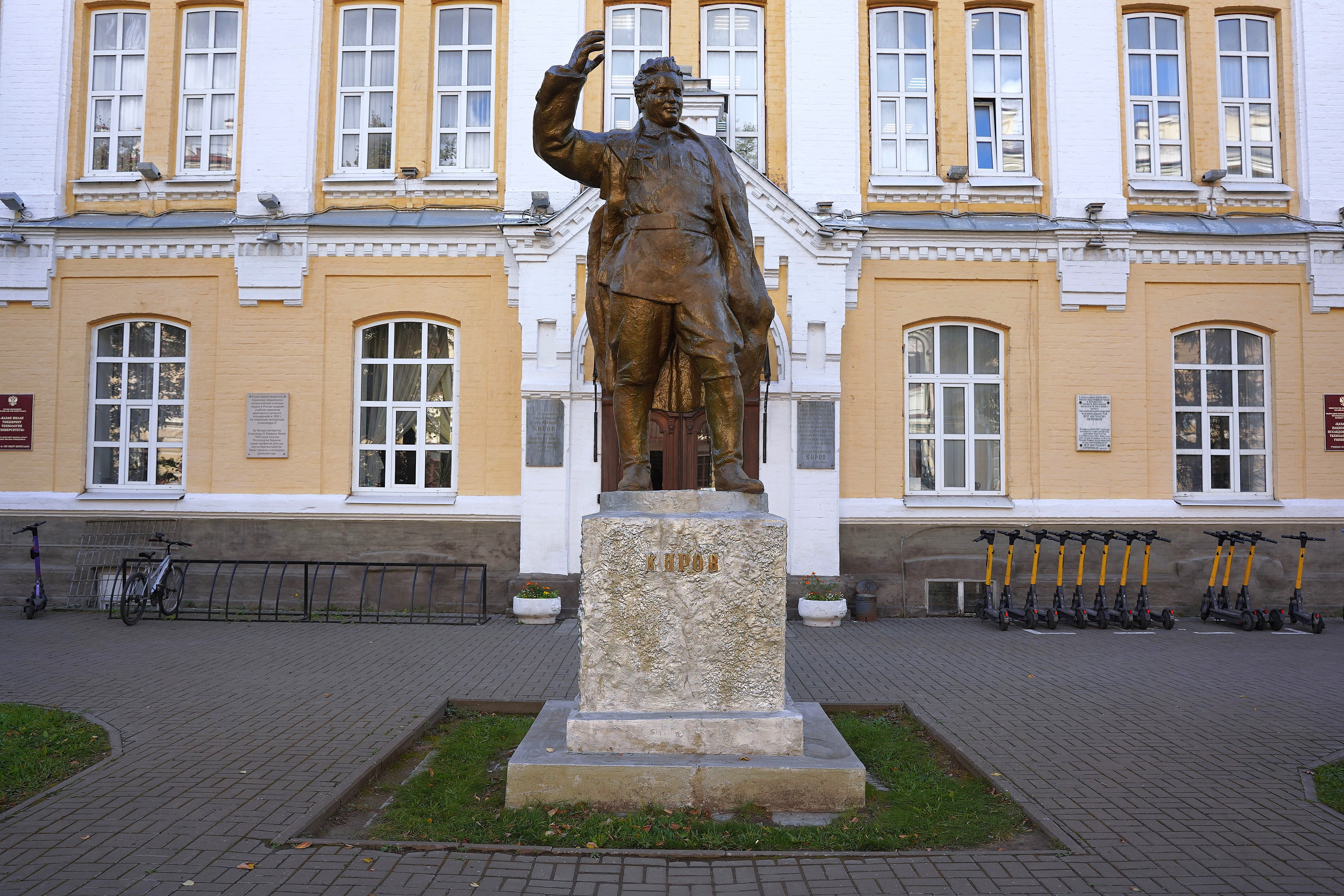
Памятник С. М. Кирову перед одним из зданий КНИТУ: ул. Карла Маркса, 72 (в этом здании в 1901—1904 годах учился юный Серёжа Костриков)

Из всех памятников С. М. Кирову, установленных в Казани, этот самый известный. Он появился в 1949 году перед учебным корпусом «Б» Казанского химико-технологического института (ул. Карла Маркса, 72), носившего в 1935—1992 годах имя С. М. Кирова (ныне это одно из учебных зданий Казанского национального исследовательского технологического университета /КНИТУ/). Именно в этом здании учился юный Сергей Костриков, ставший позже известным под псевдонимом Киров. 
Установленная перед зданием КНИТУ скульптура С. М. Кирова выглядит тяжеловесной. Скульптор представил советского государственного деятеля в образе народного трибуна, который, выдвинув левую ногу вперёд, поднятой к верху правой рукой приветствует трудящихся. С. М. Киров стоит в гимнастёрке, подпоясанной ремнём, и в галифе, заправленными в сапоги; поверх гимнастёрки — распахнутая шинель с развевающимися на ветру полами. С лицевой стороны приземистого пьедестала имеется надпись: «КИРОВ».
Авторами памятника являются скульптор З. М. Виленский и архитектор А. А. Любимов. Однако, в некоторых казанских изданиях эта скульптура С. М. Кирова ошибочно приписывается Н. В. Томскому.     
Скульптура работы З. М. Виленского была растиражирована и установлена в качестве памятника во многих городах бывшего СССР. Например, в Казани ещё один такой памятник стоит перед зданием управления Казанского завода синтетического каучука (КЗСК), ранее носившего имя С. М. Кирова. Первым же памятником С. М. Кирову работы З. М. Виленского принято считать скульптуру, установленную в Ростове-на-Дону (1939). Позже такие же памятники появились в Мурманске (1940), Томске (не позже 1940); Новой Ладоге (Ленинградская область; 1947) и других городах.     

## Памятник С. М. Кирову перед зданием управления КЗСК (1949/1950)
55°45′21″ с. ш. 49°07′22″ в. д.

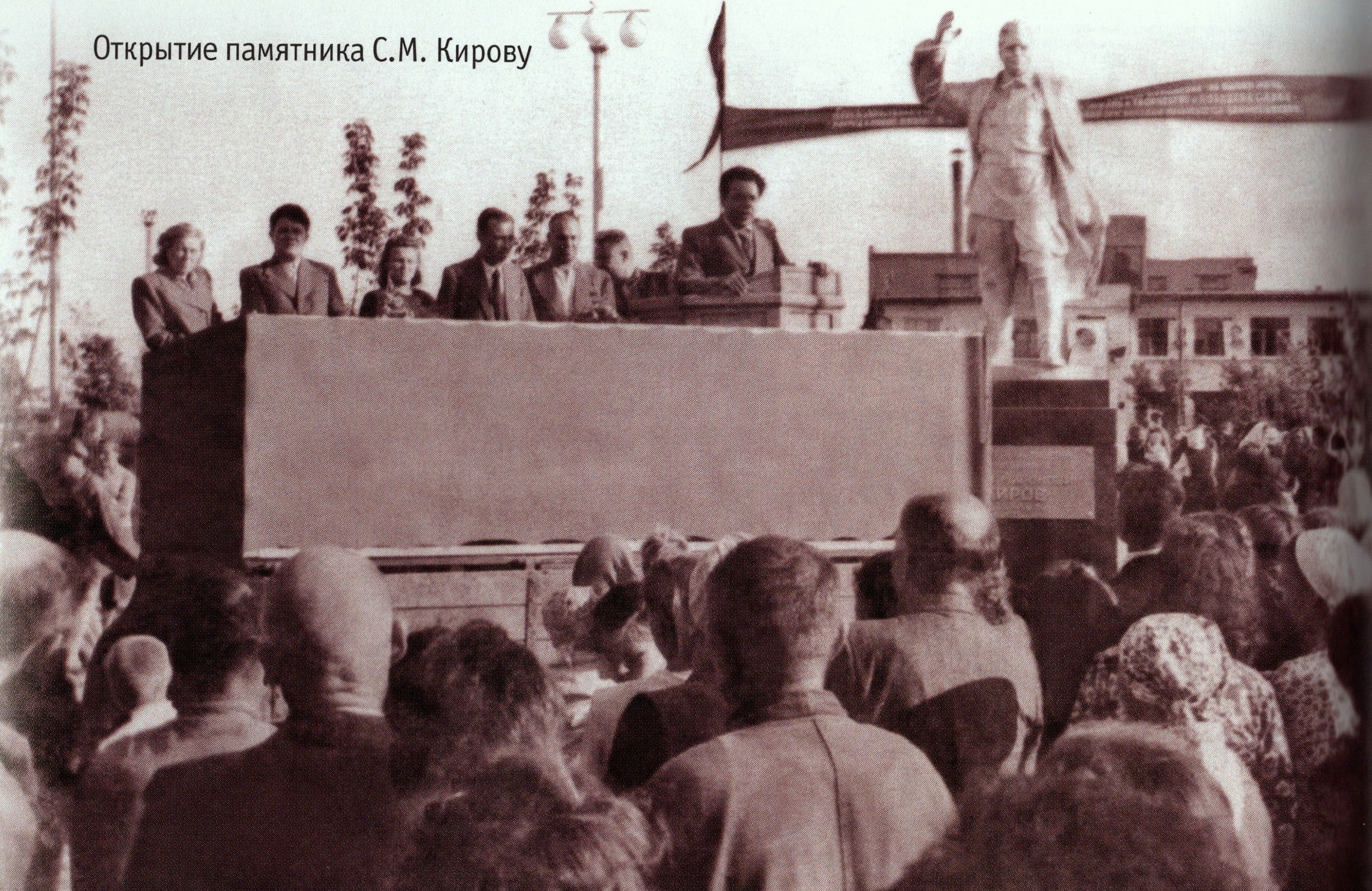
Открытие памятника С. М. Кирову на Казанском заводе синтетического каучука, 1949 или 1950 год

Это второй памятник С. М. Кирову работы З. М. Виленского, установленный в Казани. Он появился в сквере перед зданием управления Казанского завода синтетического каучука (КЗСК), который с 1935 года носил имя С. М. Кирова. 
Решение об установке памятника было принято в 1949 году на заводском митинге, в ходе которого руководством Сталинского районного комитета ВКП (б) был вручён предприятию Почётный паспорт как награда за стахановский труд. В то же время точная дата открытия памятника неизвестна, предположительно — 1949 или 1950 год.
Памятник С. М. Кирову стоит на постаменте кубической формы. На его лицевой стороне прикреплена табличка с надписью: «Пламенный трибун коммунизма Сергей Миронович Киров. 1886—1934». С боковых сторон постамента имеется барельефное узорчатое оформление. 
В прошлом доступ к скверу, где находится памятник С. М. Кирову, был свободным. В постсоветский период этот сквер был включён в состав закрытой заводской территории.

## Памятник-бюст С. М. Кирову на улице Гладилова (1958)
55°48′27″ с. ш. 49°04′12″ в. д.

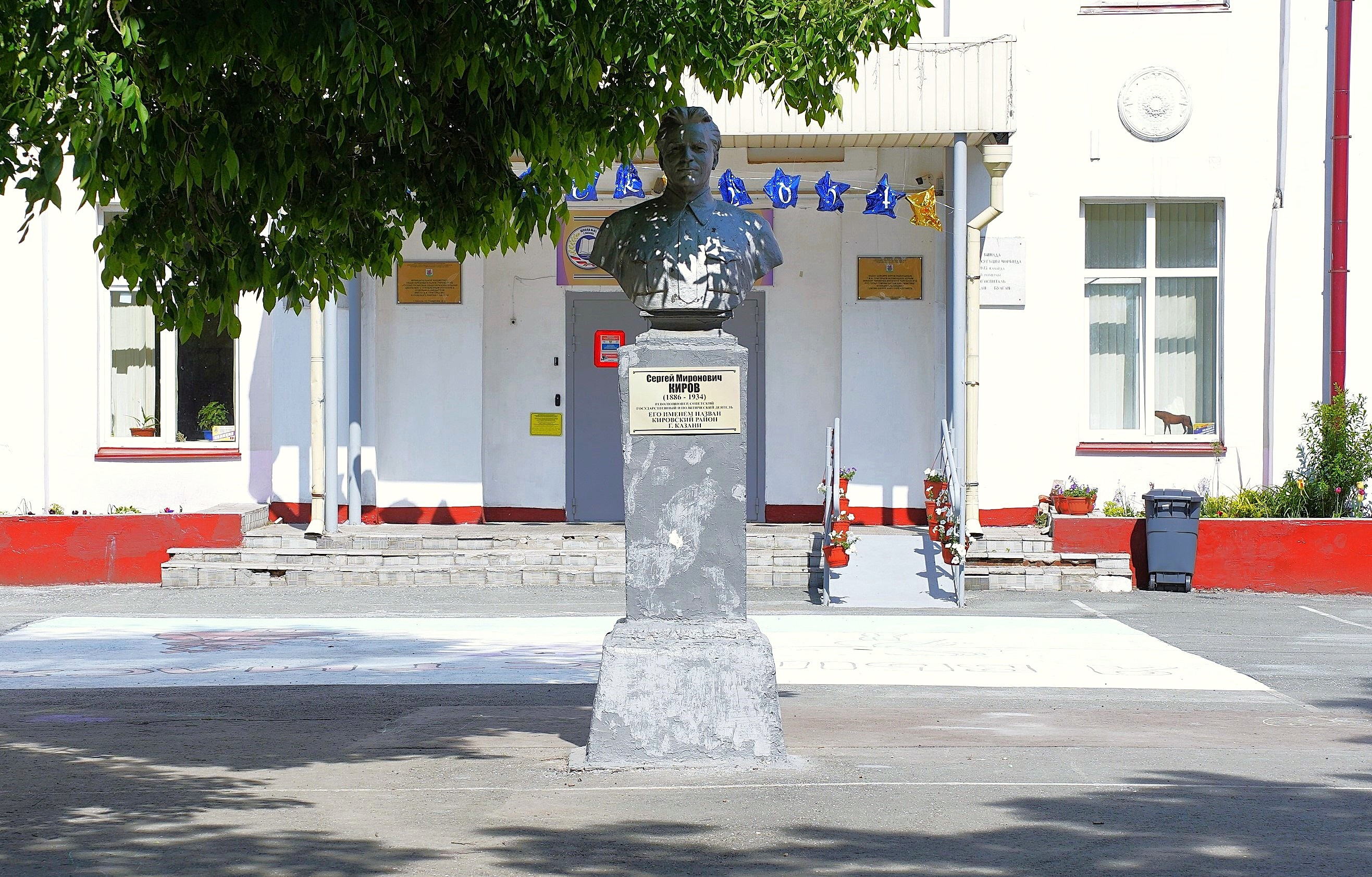
Памятник-бюст С. М. Кирову во дворе школы № 81: ул. Гладилова, 24

Этот памятник-бюст С. М. Кирову установлен в Кировском районе Казани, на улице Гладилова. Он появился в 1958 году во дворе школы № 81 (ул. Гладилова, 24), которая в советский период носила имя С. М. Кирова.  
Автором скульптурного портрета является Г. Е. Арапов. Высота бюста составляет 1 м, высота постамента — 1,9 м.

Портрет отличается одухотворённостью, глубоким проникновением во внутренний мир С. М. Кирова. Великолепно передана покоряющая улыбка, характерный прищур глаз. Лепка скульптуры покоряет высоким профессиональным мастерством. Точность и завершённость проработки формы сочетается с лёгкой непринуждённой манерой исполнения. Бюст установлен на двухступенчатый четырёхгранный постамент, нижняя часть которого представляет собой усечённую пирамиду, а верхняя — параллелепипед.— Новицкий А. И.
В советский период на лицевой части постамента была надпись: «С. М. Киров». В постсоветский период она пропала, но в первой половине 2020-х годов на это место установили металлическую табличку с подробной пояснительной надписью: «Сергей Миронович Киров (1886—1934). Революционер, советский государственный и политический деятель. Его именем назван Кировский район г. Казани».  